# Nuestra Belleza México 2012
Nuestra Belleza México 2012 fue la 19.ª edición del certamen Nuestra Belleza México la cual se realizó en el Centro de Convenciones y Polyforum Chiapas de la ciudad de Tuxtla Gutiérrez, Chiapas el sábado 1 de septiembre de 2012. Treinta y cinco candidatas de toda la República Mexicana compitieron por el título nacional, el cual fue ganado por Cynthia Duque de Nuevo León quien compitió en Miss Universo 2013 en Rusia. Duque fue coronada por la Nuestra Belleza México saliente Karina González, convirtiéndose en la quinta neoleonesa en ir a Miss Universo.
El título de Nuestra Belleza Mundo México 2012 fue ganado por Marilyn Chagoya de Veracruz quien compitió en Miss Mundo 2013 en Indonesia. Chagoya fue coronada por la Nuestra Belleza Mundo México saliente Mariana Berumen, convirtiéndose en la segunda veracruzana en ir a Miss Mundo. 
Días después del concurso nacional, el 4 de septiembre, se designó oficialmente a Karen Padilla del Distrito Federal como Miss Continente Americano México 2012 compitiendo en Miss Continente Americano 2012 en Ecuador logrando colocarse dentro del Top 6. Así mismo, el día 27 de septiembre, se hizo la designación de Geraldine González de Baja California como Reina Hispanoamericana México 2012 compitiendo en Reina Hispanoamericana 2012 en Bolivia.
En el año 2013, 5 meses después del concurso nacional, el día 30 de enero, la Organización Nacional designó a Lucero Montemayor de Nuevo León como Nuestra Belleza Internacional México 2013 representando al país en Miss Internacional 2013 en Japón. Así mismo, el día 5 de septiembre, se designó a Gabriela Prieto de Chihuahua como Reina Hispanoamericana México 2013 compitiendo en Reina Hispanoamericana 2013 en Bolivia logrando colocarse como 3.ª  Finalista.
Este año se eligió por primera vez, una concursante por medio de un casting virtual (Michelle Mendoza), hubo dos reinas títulares compitiendo (Distrito Federal) y después de once años dos finales fueron realizadas por separado para seleccionar a las Ganadoras de los títulos "Nuestra Belleza México" y "Nuestra Belleza Mundo México", siendo esta la quinta ocasión en la historia del concurso que se realiza de esta manera.
El Reconocimiento "Corona al Mérito" fue para Ximena Navarrete Nuestra Belleza México 2009 y Miss Universo 2010 por su destacada trayectoria como reina de belleza.

## Resultados
| Posición                    | Candidata |
| Nuestra Belleza México 2012 | - Nuevo León - Cynthia Duque § |
| 1.ª Finalista               | - Nuevo León - Lucero Montemayor Δ |
| 2.ª Finalista               | - Distrito Federal - Karen Padilla |
| 3.ª Finalista               | - Jalisco - Jacqueline Sauza |
| 4° Finalista                | - Aguascalientes - Jessica Amor |
| Top 10                      | - Distrito Federal - Natalia Serrano - Chihuahua - Gabriela Prieto Δ - Jalisco - Ana Karen Siordia - Morelos - Chiara Leuzinger - San Luis Potosí - Verónica Sánchez Δ |
| Top 15                      | - Baja California - Jeraldine González - Chiapas - Valeria Ruiz - Guanajuato - Elisa Espinosa - Nayarit - Jasibi Suma - Sinaloa - Karime Macías                        |

- § Votada por las concursantes para completar el cuadro de 15 semifinalistas.
- Δ Ganadoras de los Fast-track que otorgan el pase directo al cuadro de 15 semifinalistas.

## Áreas de competencia

### Semifinal: Nuestra Belleza Mundo México
La competencia semifinal y elección de "Nuestra Belleza Mundo México" se realizó en el Centro de Convenciones y Polyforum Chiapas de la ciudad de Tuxtla Gutiérrez, Chiapas el jueves 30 de agosto, dos días antes de la competencia final. Previo al final del evento, todas las candidatas compitieron en traje de baño y traje de noche como parte de la selección de las 10 candidatas quienes completarían el top 15 (ya que 5 candidatas tuvieron el pase directo al Top 15 por ganar alguno de los 5 premios otorgados por la Organización en base a su desempeño durante el periodo de concentración previo al evento final). El nombre de las 10 concursantes que formaron parte del Top 15 fue revelado durante el inicio en vivo del evento final. La conducción del evento estuvo a cargo de Karina González, Mariana Berumen, Jessica García-Formentí y Jan.
La ganadora de Nuestra Belleza Mundo México 2012 fue Marilyn Chagoya de Veracruz quien compitió en Miss Mundo 2013 en Indonesia. El evento fue la 5.ª edición del concurso "Nuestra Belleza Mundo México" como concurso oficial donde de manera individual se elige a la representante de México para Miss Mundo. La ganadora de este evento no participó en la competencia final. La parte musical fue amenizada por Alexander Acha.
| Posición                          | Candidata                                                                                      |
| Nuestra Belleza Mundo México 2012 | - Veracruz - Marilyn Chagoya                                                                   |
| 1.ª Finalista                     | - Nuevo León - Lucero Montemayor                                                               |
| Top 5                             | - Jalisco - Jacqueline Sauza - Nuevo León - Cynthia Duque - San Luis Potosí - Verónica Sánchez |

#### Jurado Preliminar
Estos son los miembros del jurado preliminar, que eligieron a las 10 semifinalistas que completarían el Top 15 durante la Competencia Semifinal, luego de ver a las candidatas en privado durante entrevistas y pasarela en traje de baño y gala:
- Karin Ontiveros - Nuestra Belleza México 2010
- Alejandra Espinoza - Nuestra Belleza Baja California 2006, Nuestra Belleza Latina 2007 y conductora de televisión
- Macario Jiménez - Diseñador de moda
- Rubén Galindo - Productor de televisión
- Daniel Arenas - Actor de televisión
- Jordi Avendaño - Fotógrafo
- Agustín Arana - Actor de televisión
- Lisardo - Actor de televisión
- Martha Carrillo - Conductora de televisión

### Final
La gala final fue transmitida en vivo a través del Canal de las Estrellas para todo México y Univisión para la comunidad hispanohablante de Estados Unidos y América Latina desde el Centro de Convenciones y Polyforum Chiapas de la ciudad de Tuxtla Gutiérrez, Chiapas el sábado 1 de septiembre de 2012. La conducción del evento estuvo a cargo de Ximena Navarrete y Alan Tacher acompañados de Vielka Valenzuela en el backstage.
El grupo de 15 semifinalistas se dio a conocer durante la competencia final: 10 seleccionadas por un jurado preliminar, quienes eligieron a las concursantes que más destacaron en las tres áreas de competencia durante la etapa preliminar y 5 ganadoras de los reconocimientos especiales que otorga la Organización.
- Las 15 semifinalistas desfilaron en una nueva ronda en traje de baño, donde salieron de la competencia 5 de ellas.
- Las 10 semifinalistas desfilaron en vestido de noche, posteriormente 5 de ellas fueron eliminadas.
- Las 5 finalistas se sometieron a una pregunta final y posteriormente dieron una última pasarela, donde el panel de jueces consideró la impresión general que dejó cada una de las finalistas para votar y definir posiciones finales.

#### Jurado Final
Estos son los miembros del jurado que evaluaron a las concursantes:
- Karin Ontiveros - Nuestra Belleza México 2010
- Alejandra Espinoza - Nuestra Belleza Baja California 2006, Nuestra Belleza Latina 2007 y conductora de televisión
- Macario Jiménez - Diseñador de moda
- Rubén Galindo - Productor de televisión
- Daniel Arenas - Actor de televisión
- Jordi Avendaño - Fotógrafo
- Agustín Arana - Actor de televisión
- Lisardo - Actor de televisión
- Martha Carrillo - Conductora de televisión

#### Entretenimiento
- Intermedio: Reik interpretando "Peligro" y "Te Fuiste de Aquí"
- Intermedio: Ricardo Montaner interpretando "Convénceme" y "La Cima del Cielo"
- Traje de Noche: Río Roma interpretando "Tan Sólo un Minuto" y "Tu me Cambiaste la Vida"

### Premios Especiales
| Premio                   | Candidata                            |
| Nuestra Modelo           | - San Luis Potosí - Verónica Sánchez |
| Las Reinas Eligen        | - Nuevo León - Cynthia Duque         |
| Nuestro Talento          | - Chihuahua - Gabriela Prieto        |
| Nuestra Belleza en Forma | - Nuevo León - Lucero Montemayor     |
| Premio Académico         | - Veracruz - Marilyn Chagoya         |
| Personalidad Fraiche     | - Nuevo León - Cynthia Duque         |
| Camino al Éxito Andrea   | - San Luis Potosí - Verónica Sánchez |

### Competencia de Traje Típico
En esta competencia las concursantes no fueron evaluadas, únicamente los trajes típicos. Es una competencia que muestra la riqueza del país que se encarna en los trajes coloridos y fascinantes hechos por diseñadores mexicanos donde se combina el pasado y el presente de México.
Para la Organización Nuestra Belleza México este evento es muy importante porque se da a conocer el trabajo creativo de los grandes diseñadores mexicanos y también selecciona el traje para representar a México en el Miss Universo.
El diseñador del traje típico ganador recibe el premio "Aguja Diamante".
| Posición      | Estado |
| Traje Ganador | - Veracruz - "Amazona del Totonacapan" |
| Top 5         | - Baja California Sur - "Cielito Lindo" - Jalisco - "Jalisco en la Piel" - Veracruz - "Artesanías Mexicana" - Yucatán - "Yaxché, Ceiba Sagrada" |

| - Aguascalientes - "Guerrera Azteca" - Baja California - "Águila Azteca" - Baja California Sur - "Cielito Lindo" - Chiapas - "Reina Roja: Herencia Maya de Palenque" - Chiapas - "Coyochauxtli" - Colima - "Orgullo Mexicano: El Rebozo" - Colima - "Friso Maya" - Colima - "Tesoros Mayas: Tumba de Pakal" - Durango - "Folklore Mexicano" - Durango - "Mesticismo Huichol" | - Estado de México - "Diosa Azteca" - Jalisco - "Jalisco en la Piel" - Oaxaca - "Malacatera: Inigualable Tejedora de Algodón" - Sinaloa - "Pasión Mexicana" - Sinaloa - "Mujer Bravía" - Tabasco - "Maravillosamente Mexicano" - Veracruz - "Amazona del Totonacapan" - Veracruz - "Artesanías Mexicanas" - Yucatán - "Yaxché, Ceiba Sagrada" |

### Casting Virtual
Por primera ocasión en la historia de la competencia, se realizó un casting virtual para las chicas que no llegaron a ser finalistas en sus respectivos estados. Se eligieron tres finalistas y la ganadora fue elegida por los votos del público, el 20 de julio de 2012 se dio a conocer a la ganadora. Además de la ganadora, se eligió a una chica más para competir a nivel nacional:
| Estado     | Candidata                                                  |
| Ganadora   | - Oaxaca - Michelle Mendoza                                |
| Finalistas | - Chihuahua - Brenda Bejarano - Jalisco - Jacqueline Sauza |

## Candidatas
| Estado              | Candidata                            | Edad | Estatura | Residencia        |
| Aguascalientes      | Jessica Amor Mendoza                 | 22   | 1.77     | Aguascalientes    |
| Baja California     | Jeraldine González Meza              | 22   | 1.74     | Tijuana           |
| Baja California Sur | Diana Kristal Castro Castro †        | 19   | 1.82     | La Paz            |
| Chiapas             | Valeria Ruiz López                   | 20   | 1.76     | Arriaga           |
| Chihuahua           | Gabriela Prieto Díaz-Infante         | 20   | 1.72     | Chihuahua         |
| Coahuila            | Cecilia Nallely Vázquez Aguirre      | 21   | 1.77     | Saltillo          |
| Colima              | Mirna Guadalupe Parra Orozco         | 20   | 1.83     | Armería           |
| Distrito Federal    | Karen Joselin Padilla Brizuela       | 21   | 1.73     | Ciudad de México  |
| Distrito Federal    | Natalia Serrano Lecuona              | 22   | 1.68     | Ciudad de México  |
| Durango             | Ana Victoria Alexandra Sánchez Soto  | 23   | 1.71     | Durango           |
| Estado de México    | Laura Villalobos Cano                | 18   | 1.79     | Metepec           |
| Guanajuato          | Elisa Espinosa Gómez                 | 22   | 1.73     | Celaya            |
| Guerrero            | Fátima Paloma Hernández Carpio       | 19   | 1.80     | Acapulco          |
| Hidalgo             | María de los Ángeles Cuevas de Anda  | 22   | 1.68     | Tulancingo        |
| Jalisco             | Ana Karen Siordia Velasco            | 22   | 1.74     | Guadalajara       |
| Jalisco             | Jacqueline Ivonne Sauza Ávila        | 22   | 1.75     | Guadalajara       |
| Michoacán           | Sofía Chávez Castillo                | 23   | 1.74     | Jacona            |
| Morelos             | Chiara Rose Leuzinger Zuccolotto     | 18   | 1.71     | Cuernavaca        |
| Nayarit             | Lilia Jasibi Suma Cueva              | 22   | 1.74     | Bahía de Banderas |
| Nuevo León          | Cynthia Lizetthe Duque Garza         | 19   | 1.76     | Monterrey         |
| Nuevo León          | Lucero Miroslava Montemayor Gracia   | 22   | 1.75     | Monterrey         |
| Oaxaca              | Almudena Villasante Palau            | 18   | 1.74     | Oaxaca            |
| Oaxaca              | Michelle Amayrani Mendoza García     | 20   | 1.73     | Matías Romero     |
| Puebla              | Paola D'artigues Rodríguez           | 19   | 1.76     | Puebla            |
| Querétaro           | Ana Elisa García Hugues              | 19   | 1.69     | Querétaro         |
| San Luis Potosí     | Verónica Sánchez Alonso              | 20   | 1.79     | San Luis Potosí   |
| Sinaloa             | Ana Karime Macías Olson              | 23   | 1.71     | Mazatlán          |
| Sinaloa             | Briseyda Zazueta López               | 23   | 1.72     | Culiacán          |
| Sonora              | Gabriela Saldívar Preciado           | 19   | 1.71     | Ciudad Obregón    |
| Tabasco             | María Alejandra García Izquierdo     | 20   | 1.75     | Villahermosa      |
| Tamaulipas          | Lluvia Andrea Andrade Vargas         | 20   | 1.74     | Reynosa           |
| Tlaxcala            | Carla Angelli Tapia Rosas            | 20   | 1.81     | Tlaxcala          |
| Veracruz            | María Elena "Marilyn" Chagoya Triana | 19   | 1.81     | Poza Rica         |
| Yucatán             | Marsha Mariana Ramírez Martínez      | 21   | 1.71     | Mérida            |
| Zacatecas           | Thalía Artemisa Rivera Montañez      | 21   | 1.75     | Zacatecas         |

## Sobre los Estados en Nuestra Belleza México 2013

### Reemplazos
- Chiapas - Karla Franyutti tuvo síntomas de varicela al inicio de la concentración nacional en la Ciudad de México imposibilitándola de continuar con las actividades del certamen, su 1.ª Finalista Valeria Ruiz fue quien terminó la representación de Chiapas en la competencia nacional.

### Estados designados a la competencia
- Jalisco - Jacqueline Sauza
- Nuevo León - Lucero Montemayor
- Sinaloa - Briseyda Zazueta

### Estados que se retiran de la competencia
- Campeche
- Quintana Roo

### Estados que regresan a la competencia
- Compitieron por última vez en 2010:
  -  Guerrero

- Compitieron por última vez en 2009:
  -  Tlaxcala

## Crossovers
| Miss Universo - 2013: Nuevo León - Cynthia Duque Miss Mundo - 2013: Veracruz - Marilyn Chagoya Miss Internacional - 2013: Nuevo León - Lucero Montemayor Miss Grand Internacional - 2014: Yucatán - Marsha Ramírez (Top 20) Miss Continentes Unidos - 2016: Nuevo León - Cynthia Duque (4.ª Finalista) Miss Continente Americano - 2012: Ciudad de México - Karen Padilla (Top 6) Miss Yacht Model International - 2013: Tlaxcala - Carla Tapia (Top 10) Reina Hispanoamericana - 2013: Chihuahua - Gabriela Prieto (3.ª Finalista) - 2012: Baja California - Jeraldine González Miss Costa Maya International - 2014: Guanajuato - Elisa Espinoza (Ganadora) - 2013: Zacatecas - Artemisa Rivera Miss Earth México - 2010: Tlaxcala - Carla Tapia (Top 8) - Representando a Jalisco Rostro de México - 2014: Yucatán - Marsha Ramírez (Miss Grand México) Reina Turismo México - 2010: Coahuila - Cecilia Vázquez Miss F1 de México - 2015: Aguascalientes - Jessica Amor - 2015: Baja California - Jeraldine González - 2015: Chihuahua - Gabriela Prieto - 2015: Distrito Federal - Fernanda Garduño - 2015: Estado de México - Laura Villalobos (4.ª Finalista) - 2015: Guanajuato - Elisa Espinoza - 2015: Jalisco - Ana Karen Siordia - 2015: Morelos - Chiara Leuzinger - 2015: Puebla - Paola D'artigues - 2015: Querétaro - Ana Elisa García - 2015: San Luis Potosí - Verónica Sánchez - 2015: Tabasco - Alejandra García - 2015: Yucatán - Marsha Ramírez | Mexico's Next Top Model - 2011: Chihuahua - Gabriela Prieto (14.ª Finalista) - 2009: San Luis Potosí - Verónica Sánchez (5.ª Finalista) Nuestra Belleza Chiapas - 2012: Chiapas - Valeria Ruíz (Nuestra Belleza Turismo Chiapas) - 2010: Chiapas - Valeria Ruíz (1.ª Finalista) Nuestra Belleza Jalisco - 2010: Tlaxcala - Carla Tapia Nuestra Belleza Nuevo León - 2012: Nuevo León - Lucero Montemayor (1.ª Finalista) Nuestra Belleza Oaxaca - 2012: Oaxaca - Michelle Mendoza (1.ª Finalista) Nuestra Belleza Sinaloa - 2012: Sinaloa - Briseyda Zazueta (1.ª Finalista) Nuestra Belleza Tabasco - 2010: Tabasco - Alejandra García Miss Guerrero - 2021: Guerrero - Fátima Carpio (1.ª Finalista) Miss San Luis Potosí - 2016: San Luis Potosí - Verónica Sánchez (Designada) Miss Grand Yucatán - 2014: Yucatán - Marsha Ramírez (Designada) Reina Turismo Coahuila - 2010: Coahuila - Cecilia Vázquez (Ganadora) Reina Armería - 2010: Colima - Mirna Parra (Ganadora) Reina del Carnaval de La Paz - 2012: Baja California Sur - Diana Castro (Ganadora) Reina del Club Campestre de Durango - 2008: Durango - Ana Victoria Sánchez (Ganadora) Reina de la Expo-Feria de la Palmera - 2010: Guerrero - Fátima Carpio (Ganadora) Reina de la Feria de San Marcos - 2014: Aguascalientes - Jessica Amor (Ganadora) - 2012: Zacatecas - Artemisa Rivera Reina de la Feria de Todos los Santos Colima - 2011: Colima - Mirna Parra Señorita UANL - 2011: Nuevo León - Lucero Montemayor (Ganadora) Señorita UGTO - 2011: Guanajuato - Elisa Espinoza (Ganadora) |